# Николаевская городская община (Львовская область)
Николаевская городская общи́на (укр. Миколаївська міська громада) — территориальная община в Стрыйском районе Львовской области Украины.
Административный центр — город Николаев.
Население составляет 34 257 человек. Площадь — 304,6 км².

## Населённые пункты
В состав общины входит 1 город (Николаев) и 23 села:
- Бильче
- Болоня
- Великая Горожанна
- Вербиж
- Горское
- Гонятичи
- Дроговиж
- Кагуев
- Колодрубы
- Криница
- Липицы
- Листвяный
- Малая Горожанна
- Новосёлки-Опарские
- Пауки
- Подлесье
- Повергов
- Раделичи
- Рычагов
- Рудники
- Сайков
- Трудовое
- Устье